# پنسلک
پِنِسلک (به مجاری:  Penészlek) یک منطقهٔ مسکونی در مجارستان است که در سابولچ-ساتمار-برگ واقع شده‌است. پنسلک ۳۶٫۹۲ کیلومتر مربع مساحت و ۱٬۰۳۷ نفر جمعیت دارد.